# Pero curvistigma
Pero curvistigma är en fjärilsart som beskrevs av Paul Dognin 1912. Pero curvistigma ingår i släktet Pero och familjen mätare. Inga underarter finns listade i Catalogue of Life.